# Етрубль
Етрубль (фр. Étroubles) — муніципалітет в Італії, у регіоні Валле-д'Аоста.
Етрубль розташований на відстані близько 610 км на північний захід від Рима, 12 км на північний захід від Аости.
Населення — 520 осіб (2014).

## Демографія
Населення за роками:

Станом на 1 січня 2023 року в муніципалітеті офіційно проживало 40 іноземців з 12 країн, серед них 15 громадян країн Євросоюзу та 1 громадянин України.

## Сусідні муніципалітети
- Аллен
- Бур-Сен-П'єр
- Дуе
- Жиньо
- Олломон
- Сен-Уайен